# Museumsdorf Niedersulz

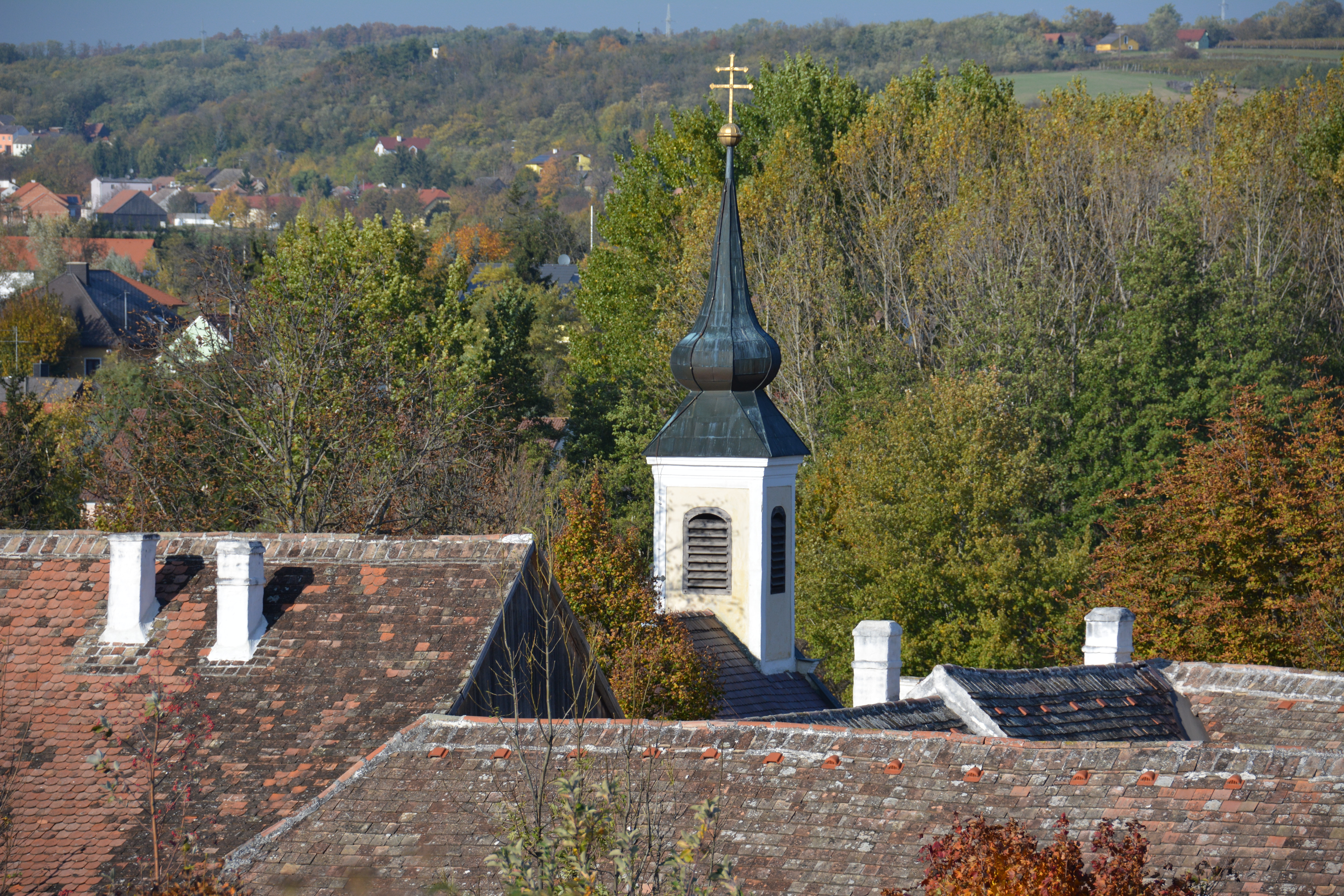
Celkový pohled na skanzen - Museumsdorf Niedersulz

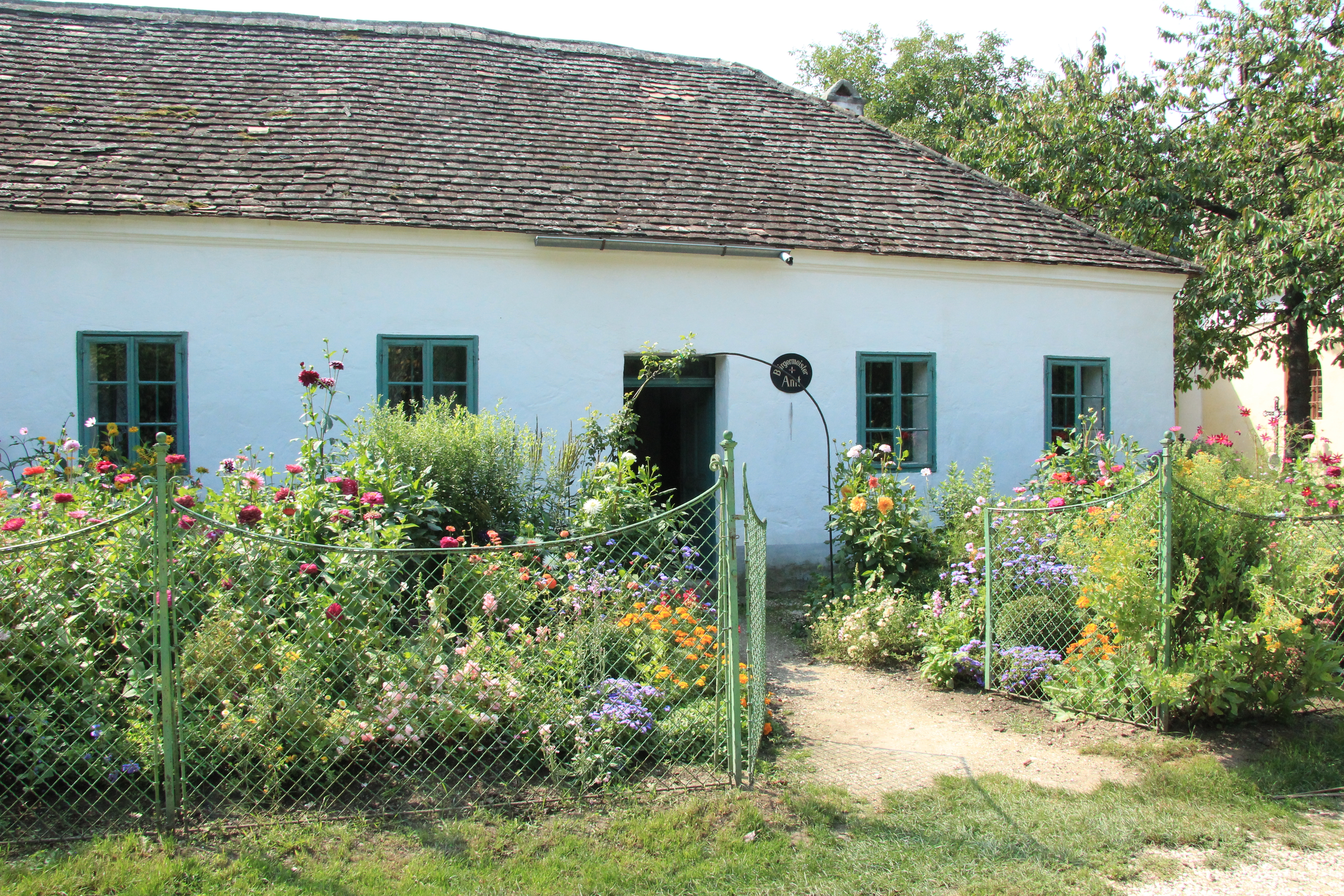
Bürgermeisterhaus aus Wildendürnbach - dům starosty z obce Wildendürnbach z doby kolem roku 1837 byl do skanzenu přenesen v roce 1984.

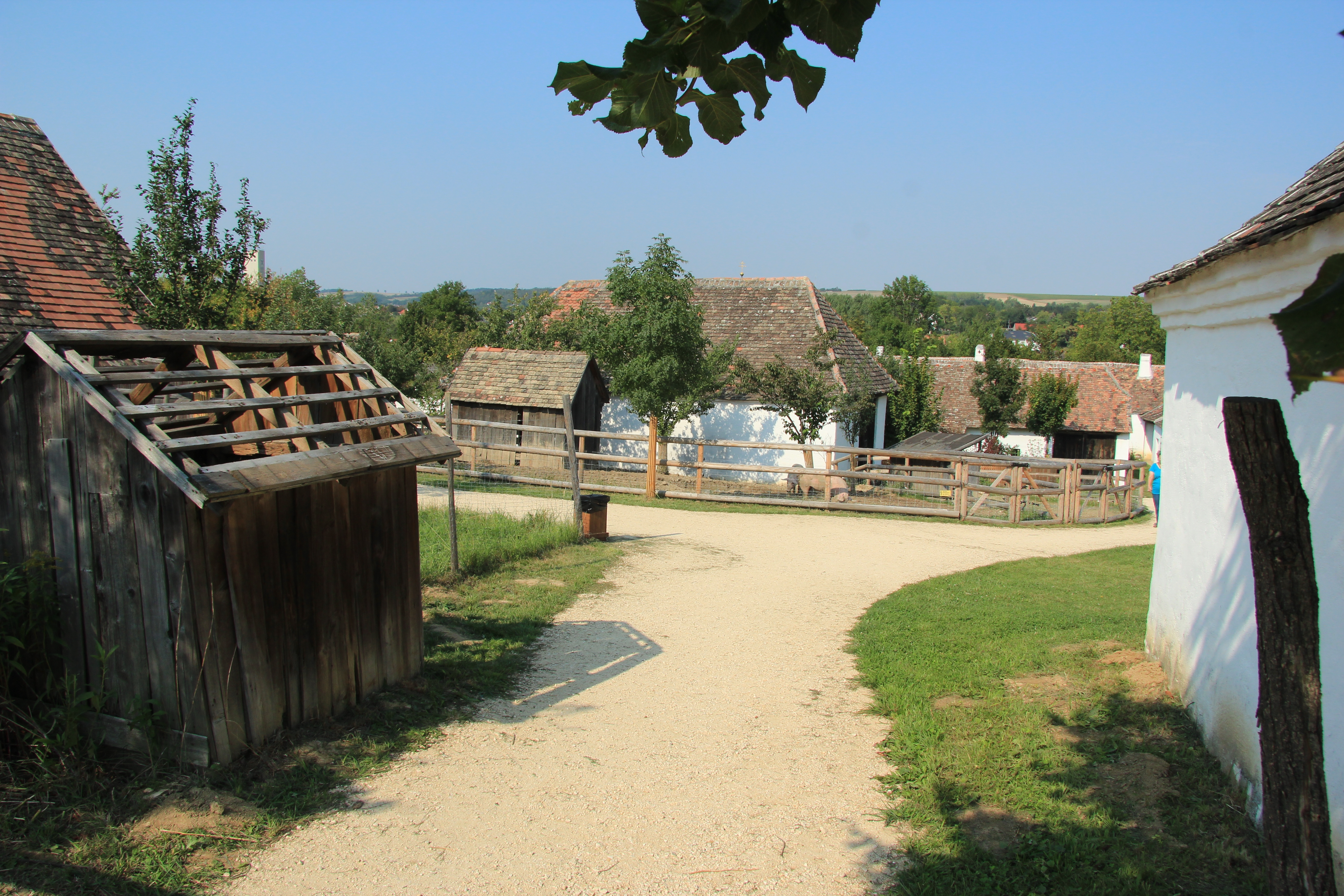
Návštěvníci mohou pozorovat také spoustou drobného zvířectva, kozy, slepice, kachny a krůty. Nově přibyl rybník - kačák, výběh pro prasata a pastvina pro ovce.

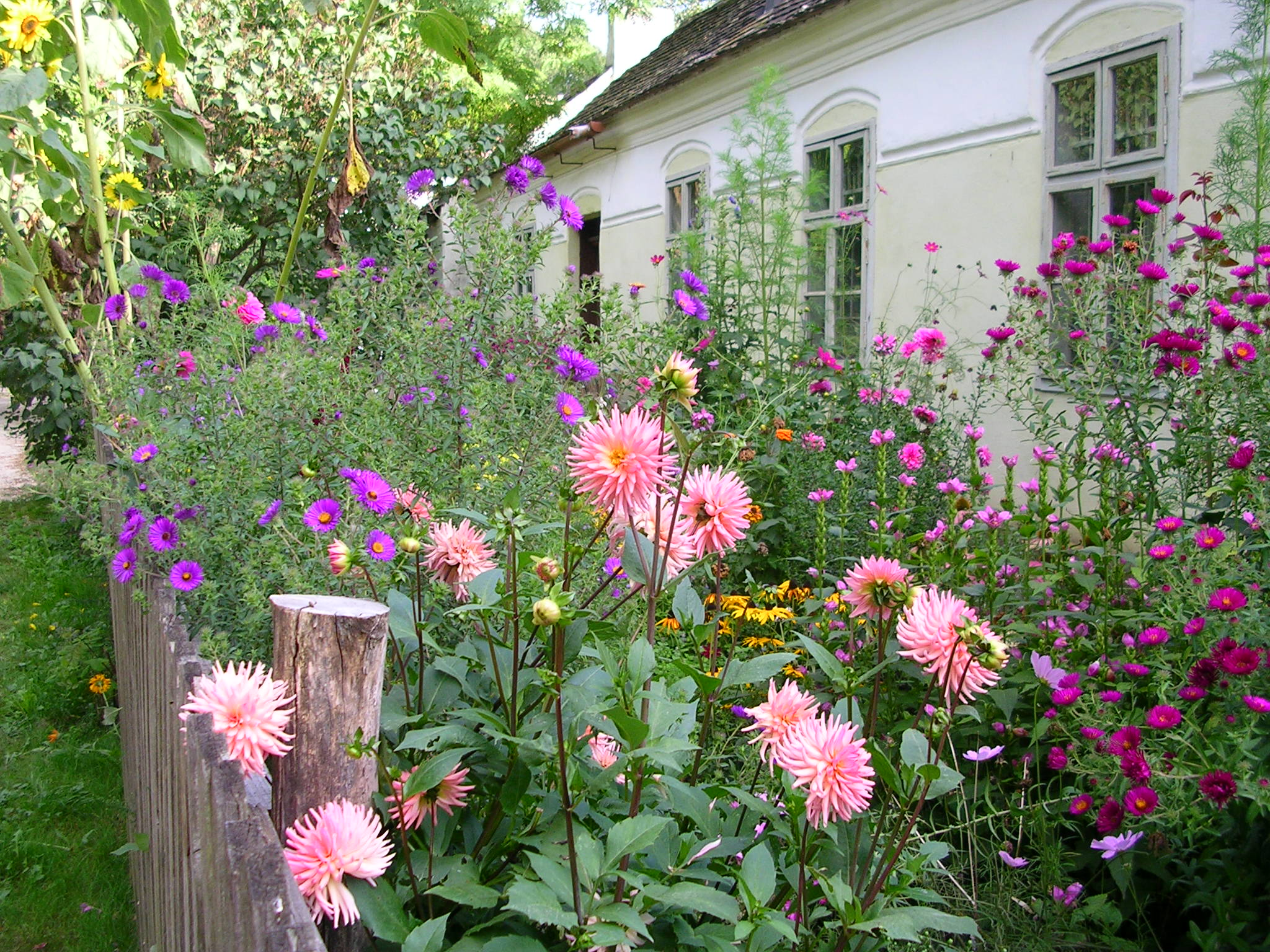
Zvláštností jsou jistě i typické selské zahrady a předzahrádky s velkou sbírkou jiřin, autentických zahradních bylin, ovoce a zeleniny.

Museumsdorf Niedersulz je skanzen v Rakousku který zobrazuje tradiční stavby a architekturu tamní vinařské oblasti. Nachází se v obci Sulz, asi 45 km severně od Vídně v Dolním Rakousku. V muzeu Niedersulz je více než 80 původních budov a původních staveb, které sem byly dopraveny z jejich původních lokalit.

## Popis
Muzeum vesnice z Niedersulz je největší skanzen v Dolním Rakousku a byl založen v roce 1979. Skládá se z 80 historických budov. Stavby byly do skanzenu dopraveny z celého regionu. Stavby byly jednotlivě strženy a ve skanzenu vystavěny z původních dílů.
Muzeum vesnice je vytvořeno ve formě řadové obce. Jedná se o tradiční architektonickou formu uspořádání staveb podél potoka (nebo cesty) sahající až do roku 1000 př. n. l. Domy jsou obdélníkového tvaru. Skládají se z bytové jednotky, stájí, podlouhlé kůlny (chléva) a venkovních budov.
Kromě hlavní atrakce, budov samotných, některé z řemesel jsou předváděny o víkendech jako ukázky tradičních venkovských řemesel a technik. V komplexu jsou pěstována chovná zvířata. Součástí expozice jsou také úpravy ve stylu venkovské zahrady.

## Südmährerhof
V severozápadní části skanzenu bylo otevřeno v roce 1981 muzeum jihomoravského statku „Südmährerhof” z obce Nejdek (Neudek an der Thaya - dnes součást Lednice). Südmährerhof dokumentuje dějiny a kulturu německy mluvících Jihomoravanů z oblasti Nové Bystřice, Slavonic, Znojma a Mikulova.
Dr. Josef Koch zastával v roce 1979 nejen místo místního faráře v Niedersulzu, ale také předsedal organizaci zastřešující německé Jihomoravany v Rakousku - „Dachverband der Südmährer in Österreich”. Tenkrát ho napadlo zřídit v areálu skanzenu také muzeum jihomoravského statku „Südmährer-Hof”. Architekt Josef Czerny se pustil do realizace celého projektu, který vznikal pouze z darů a sbírek. 11. června 1982 se podařilo Josefu Czerny muzeum Südmährer-Hof slavnostně otevřít a za jeho zásluhy na tomto velkolepém díle byl jmenován čestným předsedou organizace „Dachverband der Südmährer in Österreich”. Muzeum se tak stalo památníkem dokumentující kulturu a tradice německých Jihomoravanů.
Pravidelně se zde pořádají kulturní akce. Jako první zde o svatodušním pondělí v roce 1983 zasadila císařovna Zita památeční lípu (Hoflinde). V srpnu téhož roku se zde konala první jihomoravská pouť - 1. Südmährischen Kirtag, které se zúčastnilo více než 800 návštěvníků. Postupně na jihomoravském statku přibývaly další stavby - stáje, sklípek, stodola a další doplňující objekty. Muzeum je samozřejmě obohacováno stále novými exponáty, fotografiemi či kostýmy z každodenního života Jihomoravanů a z historie Jižní Moravy.
V roce 1996 došlo ke spojení muzejního spolku „Museumsverein Südmährischer Hof” a kulturního spolku „Kulturverein Nikolsburg”. Nově vzniklé sdružení „Kulturverein Südmährerhof” obdrželo v roce 1997 cenu Südmährischen Kulturpreis za obětavou práci a za zachovávání kultury a tradic německých Jihomoravanů. V roce 2009 se sdružení dohodlo s „Landsmannschaftem Thay” na společné fúzi pod názvem „Kulturverein der Südmährer in Österreich”. Až do roku 1886 předsedal organizaci Dr. Josef Koch, do roku 1991 Josef Czerny, po něm do roku 1994 Willibald Pfleger, poté Ing. Reiner Elsinger.